# Leicester City FC
Leicester City Football Club (engleză ˈlɛstər ˈsɪti) este o echipă de fotbal din Leicester, Anglia, care evoluează în EFL Championship. Clubul a fost fondat în  1884 ca Leicester Fosse, jucând pe un teren aproape de Fosse Road. S-au mutat pe Filbert Street în 1891 și au jucat acolo 110 ani, înainte să se mute pe Stadionul Walkers în 2002.
Leicester a promovat în Football League la 10 ani de la înființare, în 1894. Cea mai mare performanță a clubului a fost câștigarea campionatului din Premier League în sezonul 2015-2016. Clubul deține un tiltu de Premier League, șapte titluri de Divizie secundă, cele mai multe câștigate de o echipă, și un titlu de League One (al treilea eșalon din fotbalul englez), în singurul sezon din întreaga istorie a clubului în care a evoluat mai jos de primele două ligi ale fotbalului englez. Ei au câștigat Cupa Ligii de trei ori, fiind și finaliști de două ori, și au fost în finala Cupei FA de patru ori, fiind echipa cu cele mai multe finale jucate și necâștigate în această cupă.

## Lotul actual
La 8 august 2025.
| Nr. |            | Poziție | Jucător                   |
| --- | ---------- | ------- | ------------------------- |
| 1   | Polonia    | P       | Jakub Stolarczyk          |
| 2   | Anglia     | F       | James Justin              |
| 3   | Belgia     | F       | Wout Faes                 |
| 4   | Anglia     | F       | Ben Nelson                |
| 5   | Italia     | F       | Caleb Okoli               |
| 7   | Ghana      | A       | Abdul Fatawu              |
| 8   | Anglia     | M       | Harry Winks               |
| 9   | Ghana      | A       | Jordan Ayew               |
| 10  | Anglia     | A       | Stephy Mavididi           |
| 11  | Maroc      | M       | Bilal El Khannouss        |
| 14  | Jamaica    | A       | Bobby De Cordova-Reid     |
| 15  | Australia  | F       | Harry Souttar             |
| 16  | Danemarca  | F       | Victor Kristiansen        |
| 17  | Bangladesh | M       | Hamza Choudhury           |
| 20  | Zambia     | A       | Patson Daka               |
| 21  | Portugalia | F       | Ricardo Pereira (căpitan) |
| 22  | Anglia     | M       | Oliver Skipp              |

| Nr. |                       | Poziție | Jucător            |
| --- | --------------------- | ------- | ------------------ |
| 23  | Danemarca             | F       | Jannik Vestergaard |
| 24  | Franța                | M       | Boubakary Soumaré  |
| 25  | Anglia                | M       | Louis Page         |
| 26  | Mali                  | F       | Woyo Coulibaly     |
| 27  | Portugalia            | M       | Wanya Marçal       |
| 28  | Anglia                | A       | Jeremy Monga       |
| 31  | Bosnia și Herțegovina | P       | Asmir Begović      |
| 33  | Anglia                | F       | Luke Thomas        |
| 34  | Anglia                | M       | Michael Golding    |
| 35  | Republica Irlanda     | M       | Kasey McAteer      |
| 36  | Anglia                | M       | Sammy Braybrooke   |
| 37  | Anglia                | M       | Will Alves         |
| 39  | Anglia                | M       | Silko Thomas       |
| 56  | Anglia                | F       | Olabade Aluko      |
| 61  | Anglia                | P       | Stevie Bausor      |
| 65  | Anglia                | A       | Jake Evans         |

## Culori, stemă și tradiție
Culorile echipamentului de acasă sunt albastrul regal și alb. Ele au fost folosite pentru echipamentele echipei mult timp. Primul sponsor care a apărut pe tricourile echipei Leicester a fost  firma Ind Coope în 1983. Compania de chipsuri Walkers Crisps a sponsorizat echipa timp de 14 ani, între 1987 și 2001. Pe 24 aprilie 2009 clubul a jucat cu noile tricouri pentru sezonul 2009–10 în timpul ultimului meci de acasă împotriva echipei Scunthorpe United. Noul tricou nu avea sponsor, deoarece se aniversau 125 de ani de la înființarea echipei.  Tricoul era produs de către firma Joma. Noul tricou avea o stemă centrală cu numărul "125" dedesubt.

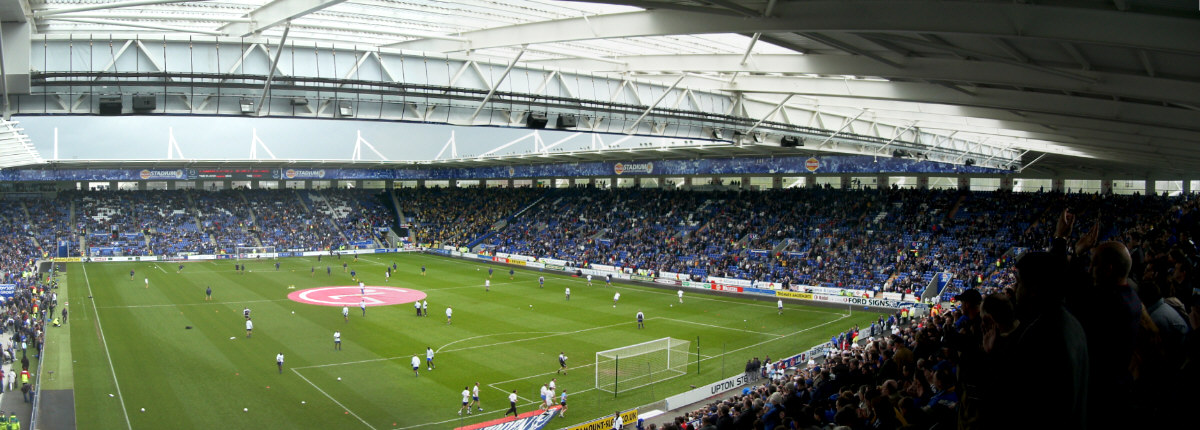
Stadionul Walkers

### Mascote
Imaginea unei vulpi a fost prima dată introdusă în stema clubului în anul 1948, deoarece Leicestershire este o zonă cunoscută pentru vânătoarea de vulpi. De aici vine și porecla "the Foxes" (Vulpile). Mascota clubului se numește "Filbert Fox". Clubul are și mascote secundare cum ar fi "Vickie Vixen" și "Cousin Dennis", deși numai Filbert este văzut în timpul meciurilor.
Stema actuală nu a fost schimbată din anul 1992.

## Palmares și statistici
| Campionatele Naționale | Cupele Naționale | Competiții Europene |
| - Premier League (1) : - Campioni : 2016. - Vice-campioni : 1929. - EFL Championship (8) : - Campioni : 1925, 1937, 1954, 1957, 1971, 1980, 2014, 2024. - Vice-campioni : 1908, 2003. - Football League One : - Campioni : 2009. | - Cupa Angliei (1) : - Câștigători : 2021. - Finalistă : 1949, 1961, 1963, 1969. - Cupa Ligii (3) : - Câștigători : 1964, 1997, 2000. - Finalistă : 1965, 1999. - Supercupa Angliei (2) : - Câștigători : 1971, 2021. - Finalistă : 2016. | - Liga Campionilor : - Sferturi (1) - 2017 - Europa League : - 16 -zecimi - 2021 - Cupa UEFA : - Runde 1 (2) - 1998, 2001 - Cupa Cupelor : - Optimi (1) - 1962 |

## Finale
| 1949 | Leicester | 1 - 3 | Wolves            |
| 1961 | Leicester | 0 - 2 | Tottenham         |
| 1963 | Leicester | 1 - 3 | Manchester United |
| 1969 | Leicester | 0 - 1 | Manchester City   |
| 2021 | Leicester | 1 - 0 | Chelsea           |

| 1964 | Leicester | 4 - 3 | Stoke City    |
| 1965 | Leicester | 2 - 3 | Chelsea       |
| 1997 | Leicester | 2 - 1 | Middlesbrough |
| 1999 | Leicester | 0 - 1 | Tottenham     |
| 2000 | Leicester | 2 - 1 | Tranmere      |

| 1971 | Leicester | 1 - 0 | Liverpool         |
| 2016 | Leicester | 1 - 2 | Manchester United |
| 2021 | Leicester | 1 - 0 | Manchester City   |

## Semifinale
| 1934 | Leicester | 1 - 4 | Portsmouth       |
| 1949 | Leicester | 3 - 1 | Portsmouth       |
| 1961 | Leicester | 2 - 0 | Sheffield United |
| 1963 | Leicester | 1 - 0 | Liverpool        |
| 1969 | Leicester | 1 - 0 | West Bromwich    |
| 1974 | Leicester | 1 - 3 | Liverpool        |
| 1982 | Leicester | 0 - 2 | Tottenham        |
| 2021 | Leicester | 1 - 0 | Southampton      |

| 1964 | Leicester | 6 - 3 | West Ham    |
| 1965 | Leicester | 4 - 2 | Plymouth    |
| 1997 | Leicester | 1 - 1 | Wimbledon   |
| 1999 | Leicester | 3 - 2 | Sunderland  |
| 2000 | Leicester | 1 - 0 | Aston Villa |

## Istoricul ligilor
De la înființarea clubului în 1894 Leicester a retrogradat și promovat între primele două eșaloane valorice ale campionatului englez de fotbal. Leicester a jucat în afara primelor două ligi o singură dată în istorie, în sezonul 2008-09 jucând în League 1, al treilea eșalon al fotbalului englez, după ce au retrogradat sezonul anterior din  The Championship, dar au promovat înapoi fiind campioni. Leicester nu a jucat nicodată mai jos de a treia ligă engleză de fotbal.
| - 1894-1908 Divizia a II-a (L2) - 1908-1909 Divizia I (L1) - 1909-1925 Divizia a II-a (L2) - 1925-1935 Divizia I (L1) - 1935-1937 Divizia a II-a (L2) - 1937-1939 Divizia I (L1) | - 1946-1954 Divizia a II-a (L2) - 1954-1955 Divizia I (L1) - 1955-1957 Divizia a II-a (L2) - 1957-1969 Divizia I (L1) - 1969-1971 Divizia a II-a (L2) - 1971-1978 Divizia I (L1) | - 1978-1980 Divizia a II-a (L2) - 1980-1981 Divizia I (L1) - 1981-1983 Divizia a II-a (L2) - 1983-1987 Divizia I (L1) - 1987-1992 Divizia a II-a (L2) - 1992-1994 Divizia I (L2) | - 1994-1995 Premier League (L1) - 1995-1996 Divizia a II-a (L2) - 1996-2002 Premier League (L1) - 2002-2003 Coca-Cola Championship (L2) - 2003-2004 Premier League (L1) - 2004-2008 Coca-Cola Championship (L2) | - 2008-2009 Divizia a III-a (L3) - 2009-2014 Divizia a II-a (L2) - 2014-2023 Premier League (L1) - 2023- Divizia a II-a (L2) |

 L1 = Prima Ligă (Primul eșalon); L2 = A doua ligă (Al doilea eșalon); L3 = A treia ligă (Al treilea eșalon).
- Sezoane în Prima Ligă: 55
- Sezoane în A doua ligă: 62
- Sezoane în A III-a Ligă: 1
- Sezoane în a patra ligă: 0

## Statisticile jucătorilor

### Căpitani
| Perioadă     | Nume              |
| ------------ | ----------------- |
| 1987–1992    | Ally Mauchlen     |
| 1992–1993    | Steve Walsh       |
| 1993–1994    | Gary Mills        |
| 1995–1996    | Garry Parker      |
| 1996–1999    | Steve Walsh       |
| 1999–2005    | Matt Elliott      |
| 2005–2006    | Danny Tiatto      |
| 2006–2007    | Paddy McCarthy    |
| 2007–2008    | Stephen Clemence  |
| 2008–2011    | Matt Oakley       |
| 2011–2012    | Matt Mills        |
| 2012–2021    | Wes Morgan        |
| 2021–2022    | Kasper Schmeichel |
| 2022–Prezent | Jonny Evans       |

### Jucătorul anului
Jucătorul anului la Leicester City, desemnat de către suporteri la finalul fiecărui sezon.
| An        | Câștigător    |
| --------- | ------------- |
| 1987–88   | Steve Walsh   |
| 1988–89   | Alan Paris    |
| 1989–90   | Gary Mills    |
| 1990–91   | Tony James    |
| 1991–92   | Gary Mills    |
| 1992–93   | Colin Hill    |
| 1993–94   | Simon Grayson |
| 1994–95   | Kevin Poole   |
| 1995–96   | Garry Parker  |
| 1996–97   | Simon Grayson |
| 1997–98   | Matt Elliott  |
| 1998–99   | Tony Cottee   |
| 1999–2000 | Gerry Taggart |
| 2000–01   | Robbie Savage |

| An      | Câștigător        |
| ------- | ----------------- |
| 2001–02 | Robbie Savage     |
| 2002–03 | Paul Dickov       |
| 2003–04 | Les Ferdinand     |
| 2004–05 | Danny Tiatto      |
| 2005–06 | Joey Guðjónsson   |
| 2006–07 | Iain Hume         |
| 2007–08 | Richard Stearman  |
| 2008–09 | Steve Howard      |
| 2009–10 | Jack Hobbs        |
| 2010–11 | Richie Wellens    |
| 2011–12 | Kasper Schmeichel |
| 2012–13 | Wes Morgan        |
| 2013–14 | Danny Drinkwater  |
| 2014–15 | Esteban Cambiasso |

| An      | Câștigător        |
| ------- | ----------------- |
| 2015–16 | Riyad Mahrez      |
| 2016–17 | Kasper Schmeichel |
| 2017–18 | Harry Maguire     |
| 2018–19 | Ricardo Pereira   |
| 2019–20 | Jamie Vardy       |
| 2020–21 | Youri Tielemans   |
| 2021–22 | James Maddison    |

### Membri incluși în Hall of Fame englez
Următorii jucători care au jucat pentru Leicester au fost incluși în  Hall of Fame:
- Gordon Banks 2002
- Peter Shilton 2002
- Gary Lineker 2003
- Don Revie 2004 (inclus ca antrenor)
- Frank McLintock 2009

### 100 de legende aleFootball League
100 de legende ale Football League este o listă care include "100 jucători de fotbal legendari " din Football League, creată în anul 1998, pentru a aniversa al 100-lea sezon de Football League. A inclus și jucători din Premier League. Următorii jucători de la clubul Leicester City au fost incluși:
- Arthur Rowley
- Gordon Banks
- Frank McLintock
- Peter Shilton
- Gary Lineker

### Jucători care au jucat laCampionatul Mondial de Fotbal
Următorii jucători au fost convocați la echipele lor naționale pentru Campionatul Mondial de Fotbal când jucau pentru Leicester City.
- John Anderson (1954)
- Willie Cunningham (1958)
- Ken Leek (1958)
- Gordon Banks (1962, 1966) - a câștigat Campionatul Mondial de Fotbal din 1966 jucând pentru Leicester
- John O'Neill (1982, 1986)
- Paul Ramsey (1986)
- Gary McAllister (1990)
- David Kelly (1990)
- Matt Elliott (1998)
- Kasey Keller (1998)
- Muzzy Izzet (2002)
- Riyad Mahrez (2014)
- Kasper Schmeichel (2018)
- Harry Maguire (2018)
- Jamie Vardy (2018)
- Shinji Okazaki (2018)
- Wilfred Ndidi (2018)
- Kelechi Iheanacho (2018)
- Ahmed Musa (2018)
- Adrien Silva (2018)
- Ricardo Pereira (2018)
- Yohan Benalouane (2018)
- Nampalys Mendy (2022)
- James Maddison (2022)
- Danny Ward (2022)
- Wout Faes (2022)
- Timothy Castagne (2022)
- Youri Tielemans (2022)
- Daniel Amartey (2022)